# Zabrus ventricosus
Zabrus ventricosus is een keversoort uit de familie van de loopkevers (Carabidae). De wetenschappelijke naam van de soort is voor het eerst geldig gepubliceerd in 1831 door C.Zimmermann.